# Grande Prêmio dos Estados Unidos de 1966
Resultados do Grande Prêmio dos Estados Unidos de Fórmula 1 realizado em Watkins Glen em 2 de outubro de 1966. Oitava e penúltima etapa do campeonato, foi vencido pelo britânico Jim Clark, da Lotus-BRM, que subiu ao pódio ladeado por Jochen Rindt e John Surtees, pilotos da Cooper-Maserati.

## Classificação da prova
| Pos. | Nº | Piloto          | Construtor      | Voltas | Tempo/Diferença  | Grid | Pontos |
| ---- | -- | --------------- | --------------- | ------ | ---------------- | ---- | ------ |
| 1    | 1  | Jim Clark       | Lotus-BRM       | 108    | 2:09:40.11       | 2    | 9      |
| 2    | 8  | Jochen Rindt    | Cooper-Maserati | 107    | Pane seca        | 9    | 6      |
| 3    | 7  | John Surtees    | Cooper-Maserati | 107    | + 1 volta        | 4    | 4      |
| 4    | 19 | Jo Siffert      | Cooper-Maserati | 105    | + 3 voltas       | 13   | 3      |
| 5    | 17 | Bruce McLaren   | McLaren-Ford    | 105    | + 3 voltas       | 11   | 2      |
| 6    | 2  | Peter Arundell  | Lotus-Climax    | 101    | + 7 voltas       | 19   | 1      |
| Ret  | 10 | Innes Ireland   | BRM             | 96     | Alternador       | 17   |        |
| NC   | 12 | Richie Ginther  | Honda           | 81     | Não classificado | 8    |        |
| Ret  | 18 | Mike Spence     | Lotus-BRM       | 74     | Ignição          | 12   |        |
| Ret  | 14 | Ronnie Bucknum  | Honda           | 58     | Motor            | 18   |        |
| NC   | 22 | Jo Bonnier      | Cooper-Maserati | 57     | Não classificado | 15   |        |
| Ret  | 5  | Jack Brabham    | Brabham-Repco   | 55     | Motor            | 1    |        |
| Ret  | 4  | Jackie Stewart  | BRM             | 53     | Motor            | 6    |        |
| Ret  | 3  | Graham Hill     | BRM             | 52     | Diferencial      | 5    |        |
| Ret  | 9  | Lorenzo Bandini | Ferrari         | 34     | Motor            | 3    |        |
| Ret  | 6  | Denny Hulme     | Brabham-Repco   | 18     | Motor            | 7    |        |
| Ret  | 11 | Pedro Rodríguez | Lotus-BRM       | 13     | Abandonou        | 10   |        |
| Ret  | 15 | Dan Gurney      | Eagle-Weslake   | 13     | Embreagem        | 14   |        |
| DSQ  | 16 | Bob Bondurant   | Eagle-Climax    | 5      | Desclassificado  | 16   |        |

## Tabela do campeonato após a corrida
|        | Pos. | Piloto       | Pontos  |
| ------ | ---- | ------------ | ------- |
|        | 1    | Jack Brabham | 39      |
|        | 2    | Jochen Rindt | 22 (24) |
| 1      | 3    | John Surtees | 19      |
| 1      | 4    | Graham Hill  | 17      |
| 5      | 5    | Jim Clark    | 16      |
| Fonte: |      |              |         |

|        | Pos. | Construtor      | Pontos  |
| ------ | ---- | --------------- | ------- |
|        | 1    | Brabham-Repco   | 40 (43) |
|        | 2    | Ferrari         | 31 (32) |
| 1      | 3    | Cooper-Maserati | 24 (26) |
| 1      | 4    | BRM             | 22      |
| 1      | 5    | Lotus-BRM       | 13      |
| Fonte: |      |                 |         |

- Nota: Somente as primeiras cinco posições estão listadas. Apenas os seis melhores resultados de cada piloto ou equipe eram computados visando o título. Neste ponto esclarecemos: na tabela dos construtores figurava somente o melhor colocado dentre os carros de um time. No presente caso, os campeões da temporada surgem grafados em negrito.